# Marie av Montpellier
Marie av Montpellier, född 1182, död 1213, var vasall av Montpellier och drottning av Aragonien; gift 1204 med kung Peter II av Aragonien. 

## Biografi
Marie gifte sig med vicomte Barral av Marseille 1192, men blev änka samma år. Då hon år 1197 gifte om sig med Bernard IV av Comminges krävde fadern att hon skulle avstå sin arvsrätt till Montpellier, men då äktenskap ogiltigförklarats återfick hon sin arvsrätt. 
Montpellier ockuperades 1202–1204 av hennes halvbror, men efter sitt sista äktenskap kunde hon ta kontrollen över Montpellier med Aragoniens hjälp som regerande "Dam av Monpellier". 
Efter att hon år 1208 hade fött en son försökte hennes make Peter II skilja sig från henne och ta kontrollen över Montpellier, men Marie motsatte sig bådadera. Processen drog ut på tiden fram till båda parters död år 1213.    